# Піві вохристий
Пі́ві вохристий (Contopus ochraceus) — вид горобцеподібних птахів родини тиранових (Tyrannidae). Мешкає в Коста-Риці і Панамі.

## Поширення і екологія
Вохристі піві мешкають в горах Коста-Рики і західної Панами (Чирикі). Вони живуть в кронах вологих гірських тропічних лісів, на узліссях і галявинах, поблизу річок і озер. Зустрічаються на висоті від 2200 до 3000 м над рівнем моря.